# Ayu-mi-x 4 + selection Non-Stop Mega Mix Version
ayu-mi-x 4 + selection Non-Stop Mega Mix Version – dwunasty remiksowy album Ayumi Hamasaki. Album został wydany 20 marca 2002. Znalazł się na 4. miejscu w rankingu Oricon. Sprzedano 152 250 kopii.

## Lista utworów

### CD1
| #  | Tytuł                                        | Czas |
| -- | -------------------------------------------- | ---- |
| 1  | "Dearest" (Non-Stop Mega Mix Version)        | 5:11 |
| 2  | "Far away" (Non-Stop Mega Mix Version)       | 3:37 |
| 3  | "UNITE!" (Non-Stop Mega Mix Version)         | 3:58 |
| 4  | "appears" (Non-Stop Mega Mix Version)        | 3:03 |
| 5  | "M" (Non-Stop Mega Mix Version)              | 3:12 |
| 6  | "SEASONS" (Non-Stop Mega Mix Version)        | 4:00 |
| 7  | "A Song for XX" (Non-Stop Mega Mix Version)  | 3:54 |
| 8  | "NEVER EVER" (Non-Stop Mega Mix Version)     | 3:13 |
| 9  | "evolution" (Non-Stop Mega Mix Version)      | 3:56 |
| 10 | "Trauma" (Non-Stop Mega Mix Version)         | 3:23 |
| 11 | "Endless sorrow" (Non-Stop Mega Mix Version) | 4:09 |
| 12 | "SURREAL" (Non-Stop Mega Mix Version)        | 3:24 |
| 13 | "Daybreak" (Non-Stop Mega Mix Version)       | 4:21 |
| 14 | "vogue" (Non-Stop Mega Mix Version)          | 4:06 |
| 15 | "Naturally" (Non-Stop Mega Mix Version)      | 5:06 |
| 16 | "Boys & Girls" (Non-Stop Mega Mix Version)   | 2:52 |
| 17 | "still alone" (Non-Stop Mega Mix Version)    | 5:34 |
| 18 | "I am..." (Non-Stop Mega Mix Version)        | 7:30 |

### CD2
| # | Tytuł                                    | Czas |
| - | ---------------------------------------- | ---- |
| 1 | "Dearest" (Jonathan Peters Radio Mix)    | 4:05 |
| 2 | "still alone" (Warp Brothers Single Mix) | 4:23 |
| 3 | "evolution" (UFO Remix)                  | 6:34 |
| 4 | "I am..." (Transtic Break Mix)           | 8:49 |
| 5 | "flower garden" (BACK BEAT MIX)          | 4:50 |
| 6 | "Naturally" (astraly Mix)                | 5:35 |
| 7 | "Dearest" (The Implication DUB Mix)      | 6:17 |